# Deutsche Alpine Skimeisterschaften 2010
Die Deutschen Alpinen Skimeisterschaften 2010 fanden vom 19. bis 27. März 2010 in Todtnau-Feldberg und im schweizerischen St. Moritz statt. Abfahrt, Super G und Super-Kombination wurden in St. Moritz ausgetragen, Riesenslalom und Slalom am Feldberg.

## Herren

### Abfahrt
| Platz | Name                  | Zeit        |
| ----- | --------------------- | ----------- |
| 01    | Hannes Wagner         | 1:29,92 min |
| 02    | Anton Lindebner       | 1:30,34 min |
| 03    | Stephan Keppler       | 1:30,77 min |
| 04    | Timo Brüderl          | 1:30,83 min |
| 05    | Klaus Brandner        | 1:31,23 min |
| 06    | Philipp Zepnik        | 1:31,47 min |
| 07    | Josef Ferstl          | 1:31,51 min |
| 08    | Christian Steinbacher | 1:31,76 min |
| 09    | Anton Resenberger     | 1:31,78 min |
| 010   | Christian Ferstl      | 1:32,03 min |

Datum: 23. März 2010

Ort: St. Moritz

### Super-G
| Platz | Name                 | Zeit        |
| ----- | -------------------- | ----------- |
| 01    | Beat Feuz (SUI)      | 1:17,17 min |
| 02    | Jonas Fravi (SUI)    | 1:17,49 min |
| 03    | Philipp Zepnik       | 1:17,53 min |
| 04    | Cornel Züger (SUI)   | 1:17,54 min |
| 05    | Vitus Lüönd (SUI)    | 1:17,71 min |
| 06    | Mauro Caviezel (SUI) | 1:17,78 min |
| 07    | Anton Lindebner      | 1:17,88 min |
| 08    | Manuel Schmid        | 1:17,94 min |
| 09    | Hannes Wagner        | 1:18,11 min |
| 010   | Timo Brüderl         | 1:18,27 min |

Datum: 24. März 2010

Ort: St. Moritz

### Riesenslalom
| Platz | Name                  | Zeit        |
| ----- | --------------------- | ----------- |
| 01    | Thomas Tumler (SUI)   | 1:49,56 min |
| 02    | Fritz Dopfer          | 1:49,68 min |
| 03    | Sandro Boner (SUI)    | 1:49,98 min |
| 04    | Philipp Schmid        | 1:50,08 min |
| 05    | Benedikt Staubitzer   | 1:50,38 min |
| 06    | Marcel Mathis (AUT)   | 1:50,39 min |
| 07    | Linus Straßer         | 1:50,65 min |
| 08    | Patrick Bayer         | 1:51,46 min |
| 09    | Armin Triendl (AUT)   | 1:51,65 min |
| 010   | Sven Emmenegger (SUI) | 1:51,88 min |

Datum: 19. März 2010

Ort: Feldberg

### Slalom
| Platz | Name                          | Zeit        |
| ----- | ----------------------------- | ----------- |
| 01    | Sandro Boner (SUI)            | 1:32,57 min |
| 02    | Thomas Tumler (SUI)           | 1:32,64 min |
| 03    | Dimitri Cuche (SUI)           | 1:32,88 min |
| 04    | Markus Vogel (SUI)            | 1:33,20 min |
| 05    | Stefan Kogler                 | 1:33,95 min |
| 06    | Philipp Schmid                | 1:33,96 min |
| 07    | Armin Triendl (AUT)           | 1:34,63 min |
| 08    | Christoph Nachtschatten (AUT) | 1:35,36 min |
| 09    | Timo Brüderl                  | 1:35,62 min |
| 010   | Josef Ferstl                  | 1:35,73 min |

Datum: 20. März 2010

Ort: Feldberg

### Super-Kombination
| Platz | Name             | Zeit        |
| ----- | ---------------- | ----------- |
| 01    | Stephan Keppler  | 2:07,24 min |
| 02    | Josef Ferstl     | 2:07,66 min |
| 03    | Timo Brüderl     | 2:07,91 min |
| 04    | Andreas Sander   | 2:08,11 min |
| 05    | Marvin Ackermann | 2:08,19 min |
| 06    | Fabian Datzer    | 2:08,95 min |
| 07    | Stefan Luitz     | 2:09,05 min |
| 08    | Max Wallner      | 2:09,16 min |
| 09    | Manuel Schmid    | 2:09,38 min |
| 010   | Philipp Gassner  | 2:09,63 min |

Datum: 24. März 2010

Ort: St. Moritz

## Damen

### Abfahrt
| Platz | Name                | Zeit        |
| ----- | ------------------- | ----------- |
| 01    | Isabelle Stiepel    | 1:32,62 min |
| 02    | Veronique Hronek    | 1:33,18 min |
| 03    | Susanne Riesch      | 1:33,88 min |
| 04    | Iris Dorsch         | 1:34,56 min |
| 05    | Mirena Küng (SUI)   | 1:34,61 min |
| 06    | Katharina Dürr      | 1:34,74 min |
| 07    | Nicola Schmid       | 1:35,07 min |
| 08    | Raphaela Hartl      | 1:35,28 min |
| 09    | Monica Hübner       | 1:35,38 min |
| 010   | Susanne Weinbuchner | 1:35,96 min |

Datum: 23. März 2010

Ort: St. Moritz

### Super-G
| Platz | Name                 | Zeit        |
| ----- | -------------------- | ----------- |
| 01    | Gina Stechert        | 1:21,34 min |
| 02    | Veronique Hronek     | 1:21,57 min |
| 03    | Susanne Riesch       | 1:21,99 min |
| 04    | Tamara Wolf (SUI)    | 1:22,50 min |
| 05    | Iris Dorsch          | 1:22,70 min |
| 06    | Mirena Küng (SUI)    | 1:22,71 min |
| 07    | Stefanie Köhle (AUT) | 1:22,82 min |
| 08    | Monica Hübner        | 1:23,02 min |
| 09    | Susanne Weinbuchner  | 1:23,59 min |
| 010   | Simona Hösl          | 1:23,69 min |

Datum: 24. März 2010

Ort: St. Moritz

### Riesenslalom
| Platz | Name                   | Zeit        |
| ----- | ---------------------- | ----------- |
| 01    | Susanne Riesch         | 2:04,89 min |
| 02    | Sara Pramstaller (ITA) | 2:06,86 min |
| 03    | Lena Dürr              | 2:07,33 min |
| 04    | Sara Pardeller (ITA)   | 2:07,72 min |
| 05    | Barbara Wirth          | 2:07,79 min |
| 06    | Fanny Chmelar          | 2:07,80 min |
| 07    | Šárka Záhrobská (CZE)  | 2:08,04 min |
| 08    | Johanna Schnarf (ITA)  | 2:08,29 min |
| 09    | Nicola Schmid          | 2:08,67 min |
| 09    | Michaela Schmotz       | 2:08,67 min |

Datum: 21. März 2010

Ort: Feldberg

### Slalom
| Platz | Name                   | Zeit        |
| ----- | ---------------------- | ----------- |
| 01    | Nina Perner            | 1:39,23 min |
| 02    | Susanne Riesch         | 1:39,39 min |
| 03    | Christina Geiger       | 1:39,56 min |
| 04    | Monica Hübner          | 1:39,69 min |
| 05    | Barbara Wirth          | 1:40,48 min |
| 06    | Mizue Hoshi (JPN)      | 1:40,57 min |
| 07    | Karen Persyn (BEL)     | 1:42,02 min |
| 08    | Sara Pramstaller (ITA) | 1:42,40 min |
| 09    | Ann-Kathrin Breuning   | 1:42,67 min |
| 010   | Susanne Weinbuchner    | 1:42,68 min |

Datum: 20. März 2010

Ort: Feldberg

### Super-Kombination
| Platz | Name                | Zeit        |
| ----- | ------------------- | ----------- |
| 01    | Katharina Dürr      | 2:10,27 min |
| 02    | Gina Stechert       | 2:10,75 min |
| 03    | Isabelle Stiepel    | 2:10,85 min |
| 04    | Mirena Küng (SUI)   | 2:12,44 min |
| 05    | Monica Hübner       | 2:12,84 min |
| 06    | Christina Geiger    | 2:12,87 min |
| 07    | Iris Dorsch         | 2:12,96 min |
| 08    | Michaela Wenig      | 2:12,98 min |
| 09    | Barbara Wirth       | 2:14,04 min |
| 010   | Susanne Weinbuchner | 2:14,25 min |

Datum: 24. März 2010

Ort: St. Moritz

## Anmerkung
1. 1 2 3 4 5 6 7 8 9 10 11 12 13 14 15  Ausländische Teilnehmer erhielten keine Medaillen.